# Sergiu Perciun
Sergiu Perciun (Chisináu, 23 de abril de 2006) es un futbolista moldavo que juega en la demarcación de centrocampista para el Torino FC de la Serie A.

## Selección nacional
Tras jugar en las categorías inferiores de la selección, finalmente hizo su debut con la selección absoluta de Moldavia el 6 de junio contra Polonia en un partido amistoso que finalizó con un resultado de 2-0 a favor del combinado polaco tras los goles de Matty Cash y Bartosz Slisz.

## Clubes
| Club      | País   | Año   | Partidos | Goles |
| --------- | ------ | ----- | -------- | ----- |
| Torino FC | Italia | 2024- | 5        | 0     |